# Adriaen de Vries
Adriaen de Vries (Haia c. 1556 † Praga, 15 de dezembro de 1626) foi um escultor maneirista dos Países Baixos, um dos mais importantes de sua geração.
Nasceu em uma família patrícia de Haia. Seu pai, um boticário, exerceu diversas funções públicas de destaque. De sua formação inicial pouco se sabe. Talvez tenha sido aluno de escultura de Willem Danielsz van Tetrode, que estudara como Benvenuto Cellini, ou de Simon Adriaensz Rottermont na arte da ourivesaria, mas ainda um jovem viajou para Florença e colocou-se em 1581 sob a orientação de Giambologna, e possivelmente foi o autor de algumas esculturas secundárias da Capela Grimaldi em San Francesco di Castelletto, Gênova, cuja decoração estava a cargo de Giambologna.
Em 1586 foi chamado a Milão para auxiliar Pompeo Leoni em seu estúdio de fundição, e ali produziu três santos para a Basílica de São Lorenzo no Escorial. O sucesso de suas obras lhe valeu uma indicação para trabalhar para Carlos Emanuel II de Saboia, em Turim.
Entre 1589 e 1594 esteve em Praga, produzindo bustos e relevos para o Imperador Rodolfo II, hoje preservados em Viena e em Londres. Dali voltou à Itália para um período de estudos em Roma, e então viajou para Augsburgo, onde criou duas fontes para a cidade em 1596, a Fonte de Hércules e a Hidra, e a Fonte de Mercúrio, ainda existentes na Maximilianstraße.

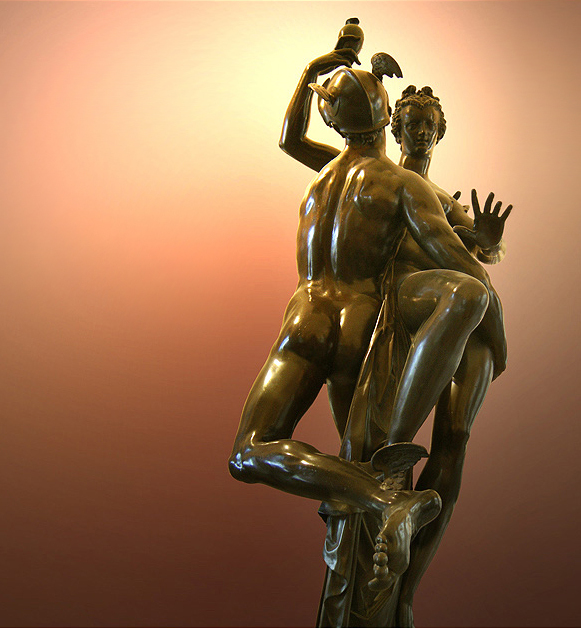
Mercúrio carregando Psiquê para o Olimpo, Louvre.

Em 1601 estava de volta em Praga, onde foi nomeado Kammerbildhauer pelo Imperador. Ali permaneceu até a morte do soberano em 1612. Depois disso encontrou um novo patrono no Príncipe de Liechtenstein e recebeu numerosas encomendas de cidades alemãs e dinamarquesas.
Embora nativo da Holanda, no país só existe um trabalho seu e sua obra era pouco divulgada até a realização de uma exposição organizada em conjunto pelo Rijksmuseum, o Museu Nacional de Belas-Artes da Suécia, e o Getty Center, em 1999. A maior parte de suas esculturas hoje está na Suécia, no recém-criado Museu De Vries (subsidiário ao Museu Nacional), em função do saque de Praga pelas tropas suecas após a Guerra dos Trinta Anos.